# مینجانگ
مینجانگ (کره‌ای: 민중태왕؛ سلطنت:۴۴–۴۸ میلادی)؛ چهارمین امپراتور گوگوریو، شمالی‌ترین در میان سه پادشاهی کره، بود. بر طبق کتاب سامگوک ساگی، تاریخچه سه پادشاهی کره در قرن ۱۲، مینجانگ کوچکترین برادر سومین پادشاه گوگوریو، پادشاه تموشین و پنجمین و کوچکترین فرزند دومین پادشاه گوگوریو، یوریمیونگ بود. او نوه پادشاه دونگ میونگ و پسر پادشاه یوریمیونگ است. او برادر کوچکتر پادشاه تموشین بود و پس از برادر بزرگترش به سلطنت رسید. در سامگوک یوسا ثبت شده است که او پسر پادشاه تموشین بوده است.

## پیش‌زمینه
با توجه به سامگوک ساگی، یک تاریخ کره‌ای قرن دوازدهمی از سه پادشاهی، مینجانگ پنجمین و کوچکترین پسر یوریمیونگ (دومین پادشاه گوگوریو) و همچنین کوچکترین برادر سلف او تموشین بود. نام اصلی او هه سکجو یا هه اوپجو بود و برخی از محققان بر این باورند که نام خانوادگی پادشاه هه بود. سامگوک ساگی بیان می‌کند که در زمان مرگ تموشین، ولیعهد پسر بزرگ او موبون (در آن زمان به نام هه‌وو شناخته می‌شد) بود، اما موبون هنوز برای حکومت خیلی جوان بود. بدین ترتیب، مینجانگ (که در آن زمان به نام هه سکجو شناخته می شد) با حمایت ملی به سلطنت رسید. با این حال، یک روایت جایگزین در سامگوک یوسا وجود دارد که بیان می‌کند که مینجانگ پسر تموشین و برادر کوچکتر موبون بود.

## سلطنت
در طول پنج سال سلطنت مینجانگ، او از درگیری نظامی اجتناب کرد و صلح را در اکثر نقاط پادشاهی حفظ کرد. عفو گسترده زندانیان در اولین سال سلطنت او اتفاق افتاد. چندین بلای طبیعی سلطنت او را مشخص کرد، از جمله سیل در دومین سال سلطنت او که در استان های شرقی رخ داد و باعث شد چندین شهروند خانه های خود را از دست بدهند و از گرسنگی بمیرند. با دیدن این، مینجانگ انبار غذا را باز کرد و غذا را بین مردم توزیع کرد. در سال سوم سلطنت خود، در پایتخت برف نبارید. در سال چهارم سلطنت خود، مینجانگ یک غار سنگی پیدا کرد. در منطقه غربی پادشاهی خود و گفته می شود که پس از یک شکار طولانی در آن استراحت کرده است.

## مرگ و جانشینی
مینجانگ در سال ۴۸ در پنجمین سال سلطنت خود بیمار شد و درگذشت. در بستر مرگ، او درخواست کرد که در غاری در مینجانگ وون دفن شود و سرانجام در آنجا آرام گرفت. در نتیجه، نام پس از مرگش، مینجانگ به او داده شد. پس از وی، برادرزاده‌اش موبون پسر تموشین پادشاه گوگوریو گردید.